# Родине (Чрномељ)
Родине (словен. Rodine) су насељено место у општини Чрномељ, регија Југоисточна Словенија, Словенија.

## Историја
До територијалне реорганизације у Словенији биле су у саставу старе општине Чрномељ.

## Становништво
У попису становништва из 2011. године, Родине су имале 97 становника.
| Број становника према пописима | Број становника према пописима | Број становника према пописима |
| ------------------------------ | ------------------------------ | ------------------------------ |
| 1991                           | 2002                           | 2011                           |
| 90                             | 92                             | 97                             |

Напомена: Године 2015. извршена је мања размена територија између насеља Накло и Родина.